# Никонов Сергій Андрійович
Сергій Андрійович Ни́конов (рос. Сергей Андреевич Никонов) (26 лютого 1864, Одеса, Україна — 1942, Санкт-Петербург, Росія) — севастопольський міський комісар Тимчасового уряду, севастопольський міський голова, депутат Всеросійських Установчих Зборів від Таврійського виборчого округу.
Син адмірала.
Навчався на математичному відділенні Санкт-Петербурзького університету та у Військово-медичній академії. З 1884 — народоволець. Заарештований царською владою та засланий у Мінусинськ. Протягом 1892—1897 рр. проживав у Парижі, навчався на медичному факультеті у Сорбонні. З 1902 р. очолював севастопольську організацію Партії соціалістів-революціонерів.
1903 р. знову засланий — в Архангельську губернію. Співорганізатор вбивства у 1906 р. командуючого Чорноморським флотом Г. П. Чухніна. 1907 — третє заслання.
Повернувся до Севастополя 1917 р. Працював хірургом у міській лікарні.
Призначений севастопольським міським комісаром Тимчасового уряду.
3 серпня 1917 р. обраний севастопольським міським головою.
Наприкінці 1917 р. обраний членом Всеросійських установчих зборів.
У 1918 р. — міністр освіти у Кримському краєвому уряді.
Неодноразово заарештовувався більшовиками. Протягом 1925—1930 рр. працював лікарем у м. Сергієв Посад.